# Musikpromotion
Promotion  bezeichnet innerhalb der Musikindustrie zusammenfassend alle Maßnahmen der Öffentlichkeitsarbeit für Musiker bzw. deren Album-Neuerscheinungen und/oder Tourneen. Die ausführenden Sachbearbeiter bezeichnet man analog als „Promoter“, obwohl im englischen Sprachraum mit „Promoter“ der Veranstalter zum Beispiel eines Konzertes oder einer Tournee bezeichnet wird.

## Ziele
Ziel der Promotionarbeit ist es, das zu bewerbende Produkt in Massenmedien wie Radio, Fernsehen und Presse, sowie bei entsprechender Musik in Diskotheken und Clubs zu platzieren. Dies geschieht durch Promotion-Abteilungen der Plattenfirmen oder spezialisierte Musik-Promotion-Agenturen.

## Bemusterung
In der Musikindustrie wird unter Bemusterung das Versenden von Musiktiteln zu Promotionzwecken verstanden. Damit neue Musiktitel ein möglichst großes Publikum erreichen, versenden Plattenfirmen Tausende von Tonträgern an Radiosender, Journalisten, DJs und Lizenznehmer. Die Empfänger erhalten die Musiktitel in der Regel kostenlos. Durch diese Bemusterung wollen Plattenfirmen ihre Musiktitel im Radio, in der Presse und in Diskotheken platzieren und im Resultat die Musikverkäufe steigern.

### Online-Bemusterung
Durch die stark zunehmende Verbreitung von breitbandigen Internetzugängen hat sich die Online-Bemusterung stark etabliert. Hierbei stellen Plattengesellschaften ihre Musiktitel als Audiodateien bereit und nutzen das Internet als Vertriebskanal. Diese Art der Bemusterung ist im Gegensatz zur traditionellen Bemusterung schneller und kostengünstiger. Eine Schwarze Liste soll dabei irreführende und aggressive Bemusterungspraktiken aufführen, die verboten sind. Der Schutz soll auch für die Zeit nach der Promotion gelten. Bisher ging es nur um die Verbreitung. Empfänger können sich notfalls an die deutschen Verbraucherzentralen oder an das Europäische Verbraucherzentrum in Kiel wenden.